# Brazil cruzeiro
A cruzeiro Brazília pénzneme volt 1942–1986 között, valamint 1990–1993 között. Váltópénze a centavo volt (1 cruzeiro = 100 centavo).

## Az első cruzeiro (Cruzeiro "antigo"1942–1966)
Getúlio Vargas elnöksége idején, 1942-ben döntöttek a portugál pénzrendszerből örökölt régi pénzegység, a milreis (tkp. real) átkereszteléséről. Az új pénznemet a Dél Keresztjéről (Cruzeiro do Sul) nevezték el. Az átváltási arány 1 cruzeiro = 1 milreis = 1000 reis.

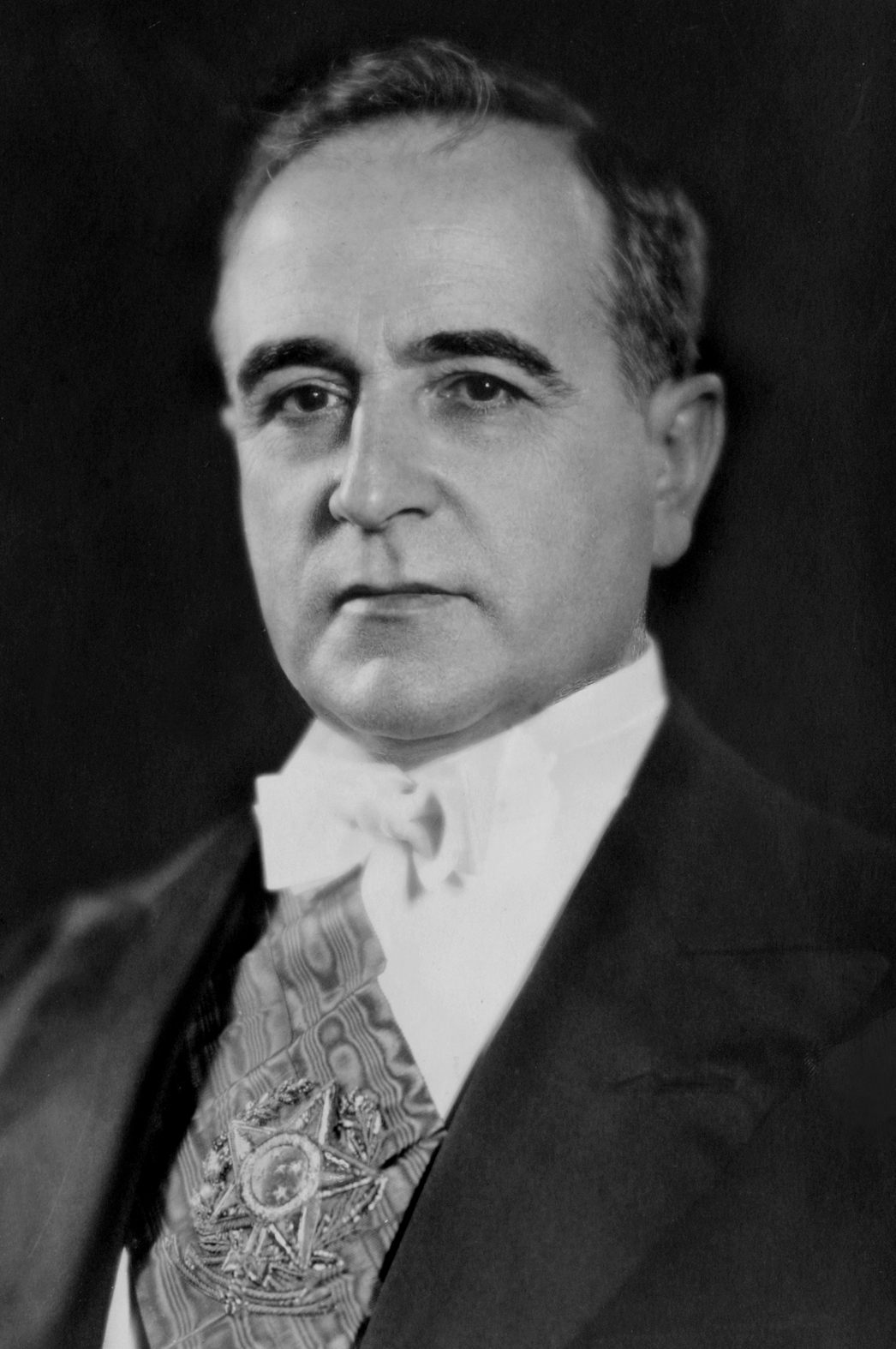
Getulio Vargas (1882-1954) brazil köztársasági elnök, diktátor (1930-1945, 1951-1954), az ő portréja szerepelt a 10, 20 és 50 centavós érmén és a 10 cruzeirós bankjegyen is.

### Érmék
1942-ben bocsátották ki az első sárgaréz érmesorozatot (10, 20, 50 centavo, 1, 2 cruzeiro), melyet 1956-ig vertek. A centavo érmék a diktátor-elnök képét (1947-ig), a cruzeiro érmék pedig az ország térképét ábrázolták. 1957-től áttértek az alumínium-váltópénzekre, melyek egységesen az ország címerét ábrázolták. 1965-ben bocsátottak ki magasabb címletű érméket, a 10 és 20 cruzeirós alumínium, az 50 cruzeirós érme nikkel alapanyagú volt.

### Papírpénzek
Átmenetileg 1942-ben a korábbi milreis bankjegyek 5, 10, 20, 50, 100, 200 és 500-as címleteit látták el két kis méretű cruzeiro felülbélyegzéssel. Az első cruzeiro bankjegyek kibocsátását csak 1943-ban kezdte meg a kincstár, a Tesouro Nacional, ekkor jelent meg az 5, 10, 20, 50, 100, 200, 500, 1000 cruzeirós címlet, melyeket 1944-ben az 1 és 2 cruzeirós bankjegy követett. A bankjegyek külső megjelenésükben rendkívül hasonlítottak az amerikai dollárra (előoldalukon középen ovális "ablakban" elhelyezett portugál és brazil történelmi személyiségek portréi domináltak, hátoldalukon allegorikus alakok, épületek, történelmi események láthatóak). 1963-ban megjelent az 5000-es és 1965-ben a 10 000-es címlet is. Érdekességük, hogy két változatban, külföldön készültek, az amerikai American Bank Note Company, New York (ABNC) és a brit Thomas de la Rue (TDLR) is nyomtatta őket. Az ABNC változatainak (1943-1944, 1953-1959, 1961-1964, 1966-os sorozatok) előoldala egységesen kék, hátoldala pedig egyes címletenként eltérő, különböző színű festékkel lett nyomtatva.  A brit TDLR bankjegyei (1949-1950, 1953-1959, 1962-1963, 1965-ös sorozatok) azonos színű elő- és hátoldallal készültek, azonban minden címletnél más színt használtak. 1950-ig a hitelesítő aláírás kézzel írva került a bankjegyekre, nagy méretben, a portrén is keresztülhaladva, ezt követően azonban még két nyomtatott aláírással látták el őket. 1961-1962-ben a brazil pénzjegynyomdában (Casa da Moeda do Brasil) egy egyedi kivitelű, előoldalán indiánt ábrázoló 5 cruzeirós szükségcímlet készült, rendkívül gyenge nyomdatechnikai minőségben.

#### Papírpénzek

##### Felülnyomott milreis sorozat
Elsőként, átmeneti megoldásként 1942-ben a korábbi milreis bankjegyek 5, 10, 20, 50, 100, 200 és 500-as címleteit látták el két kis méretű cruzeiro felülbélyegzéssel.

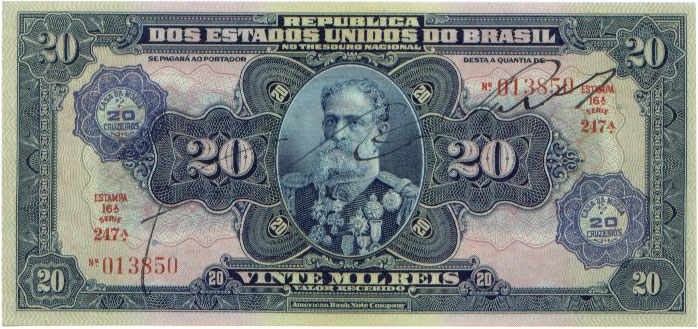
1925-ös sorozatú 20 milreis (20 000 reis) címlet 20 cruzeiro névértékre felülbélyegezve, Deodoro da Fonseca marsall, az első brazil köztársasági elnök portréjával.
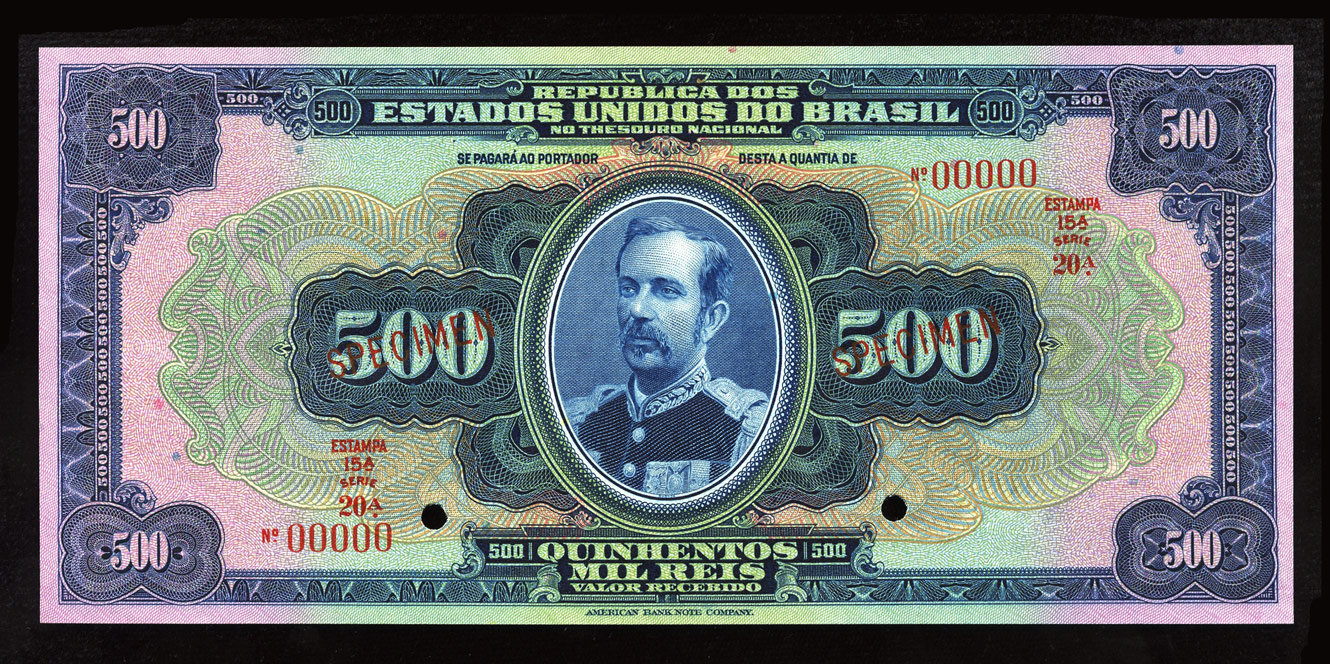
Felülbélyegzés nélküli 500 mil reis címlet, Floriano Vieira Peixoto (1839-1895) brazil koztársasági elnök portréjával. Léteztek 500 cruzeiro névértékre felülbélyegzett változatai is.

##### Amerikai (ABNC) nyomtatású, egységesen kék előoldalú sorozat
Az amerikai American Bank Note Company (ABNC) nyomtatta változatoknak (1943-1944, 1953-1959, 1961-1964, 1966-os sorozatok) előoldala egységesen kék, hátoldala pedig az 1 cruzeiro-s kivételével egyes címletenként eltérő, különböző alapszínben lett nyomtatva.

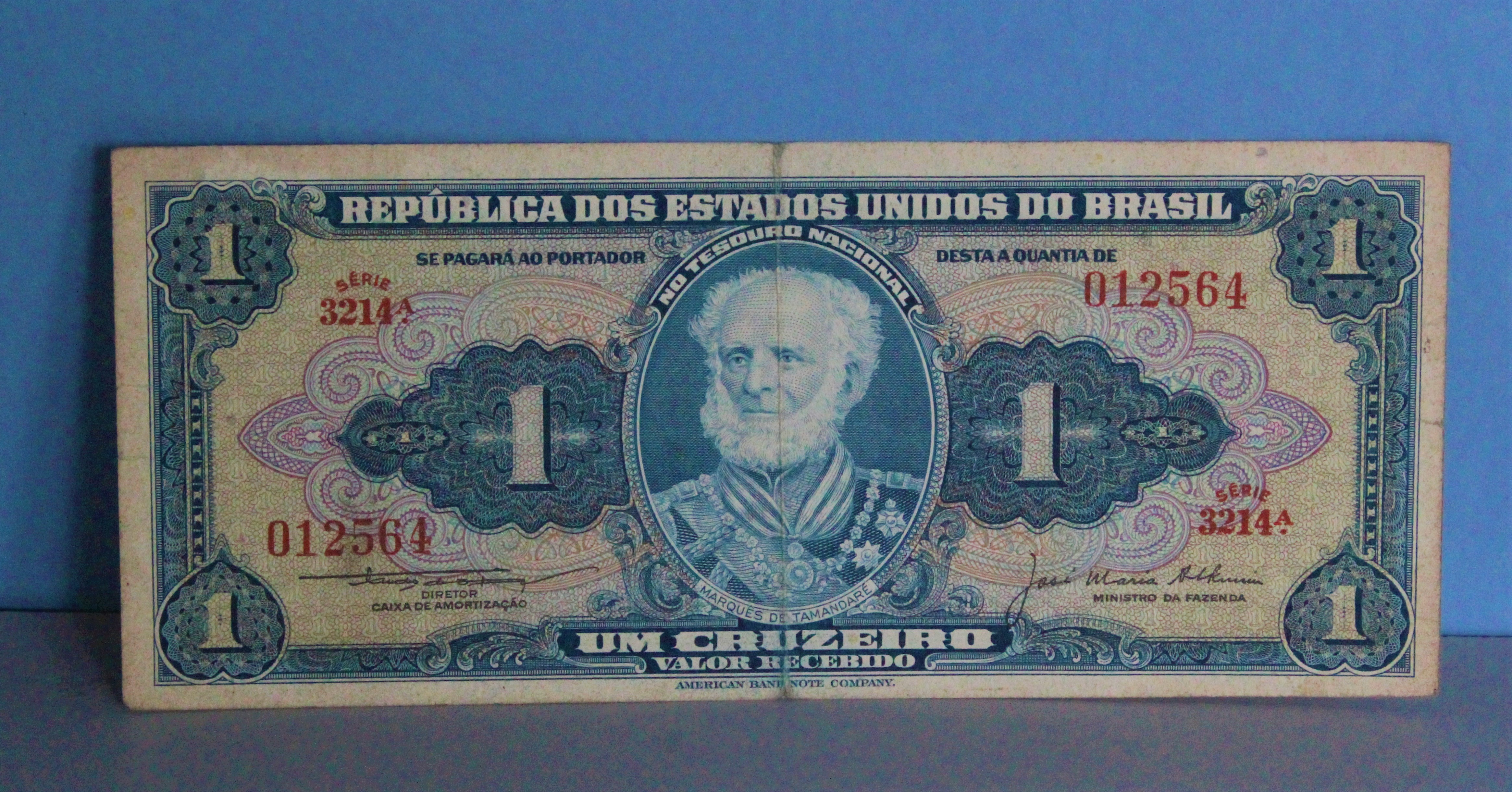
1 Cruzeiro, Joaquim Marques Lisboa (1807-1897), Tamandaré márkija, a brazil Császári Haditengerészet (Armada Imperial) admirálisa portréjával.
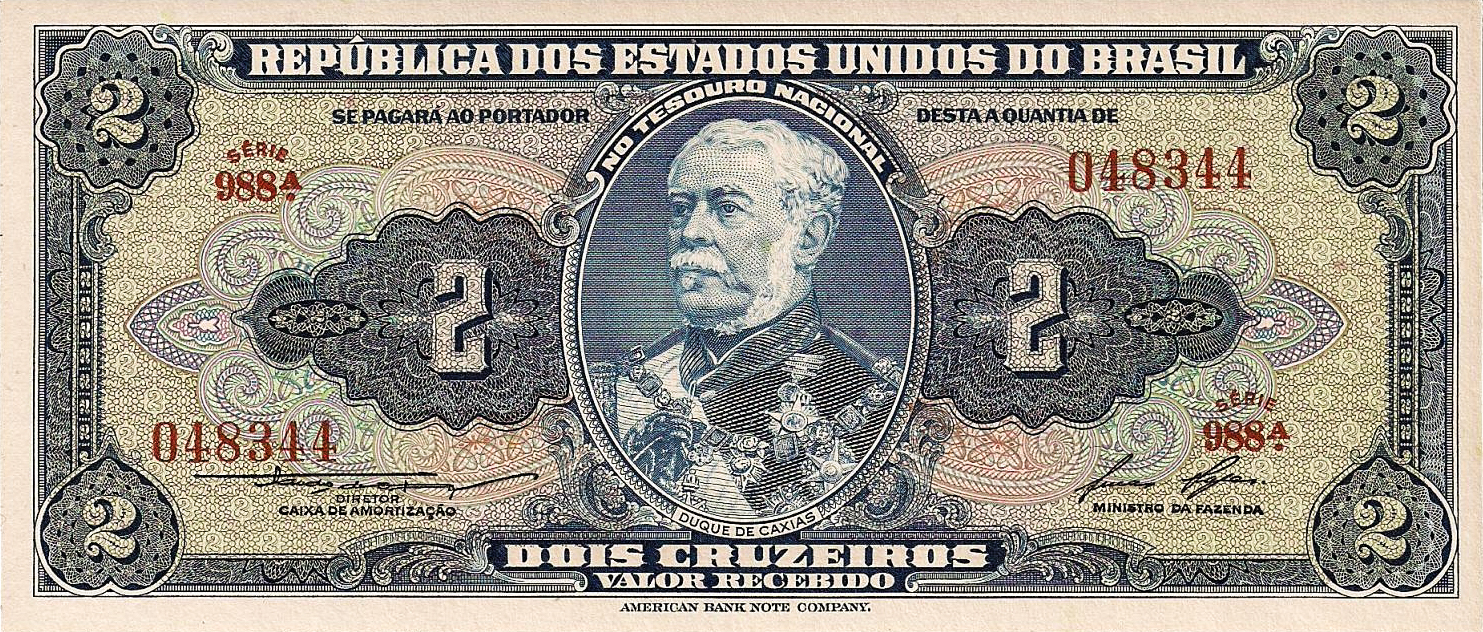
2 cruzeiro, Luís Alves de Lima e Silva (1803-1880), Caxias hercege, a Brazil Császárság marsallja portréjával.
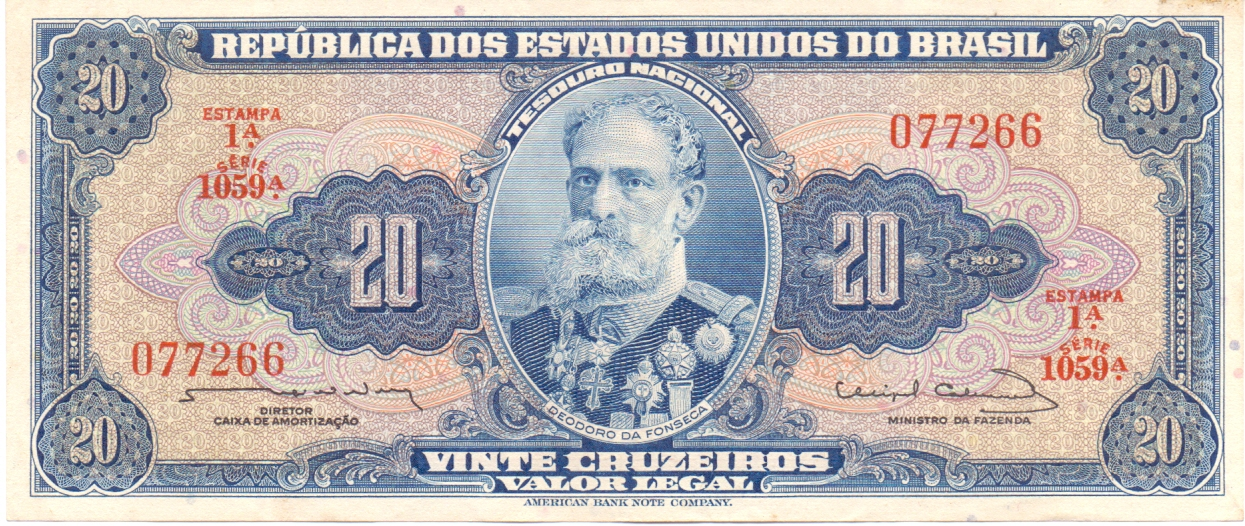
20 cruzeiro, előoldal, Manuel Deodoro da Fonseca (1827-1892) marsall, Brazília első köztársasági elnökének portréjával.
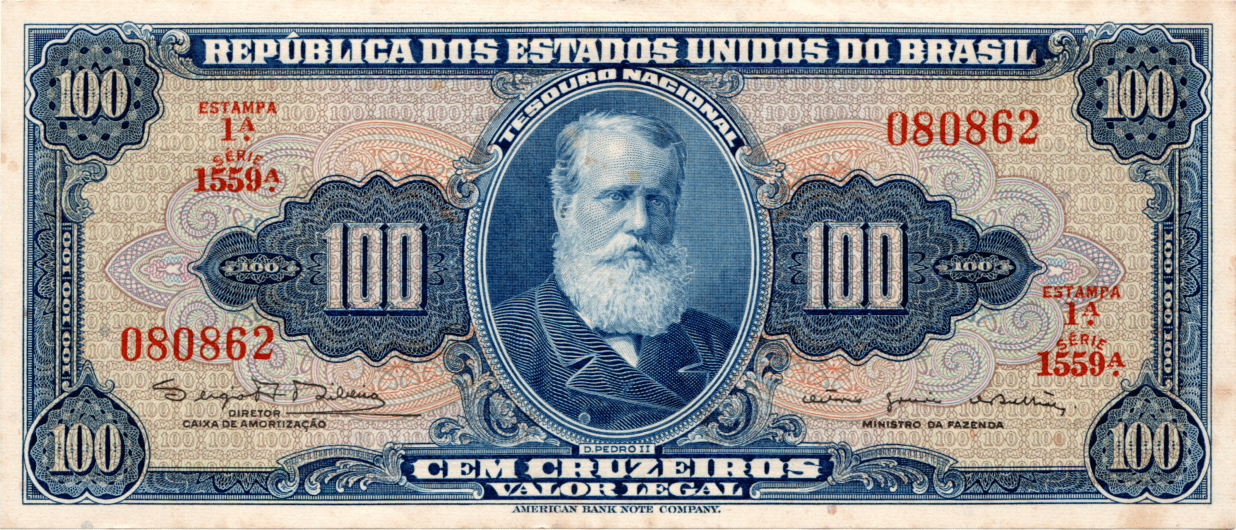
100 cruzeiro, előoldal, II. Péter Brazília császára (1831-1889) portréjával.
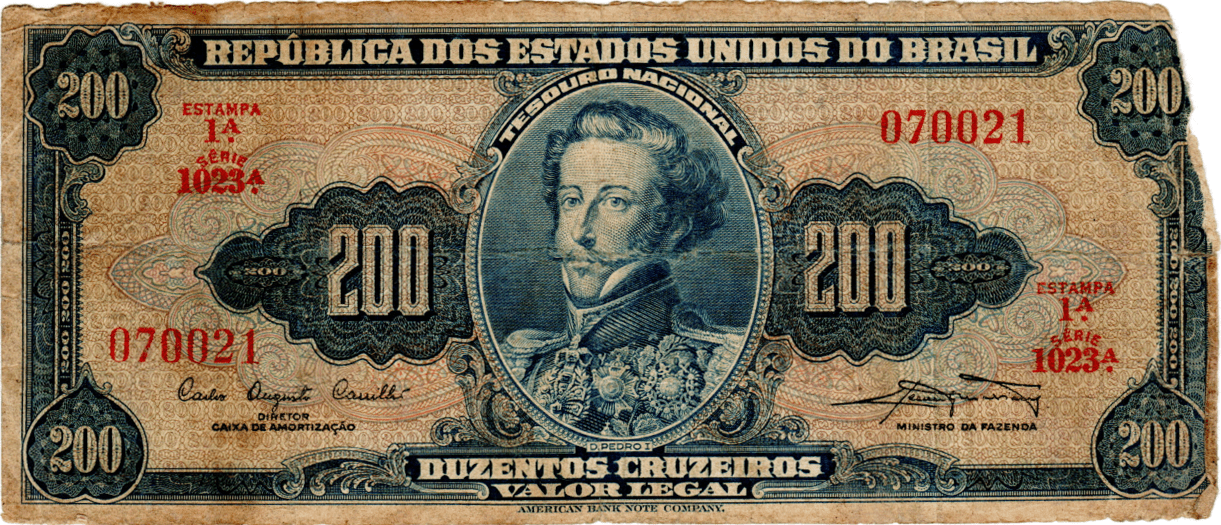
200 cruzeiro, előoldal, I. Péter Brazília császára (1822-1831) és Portugália királya (1826) portréjával.
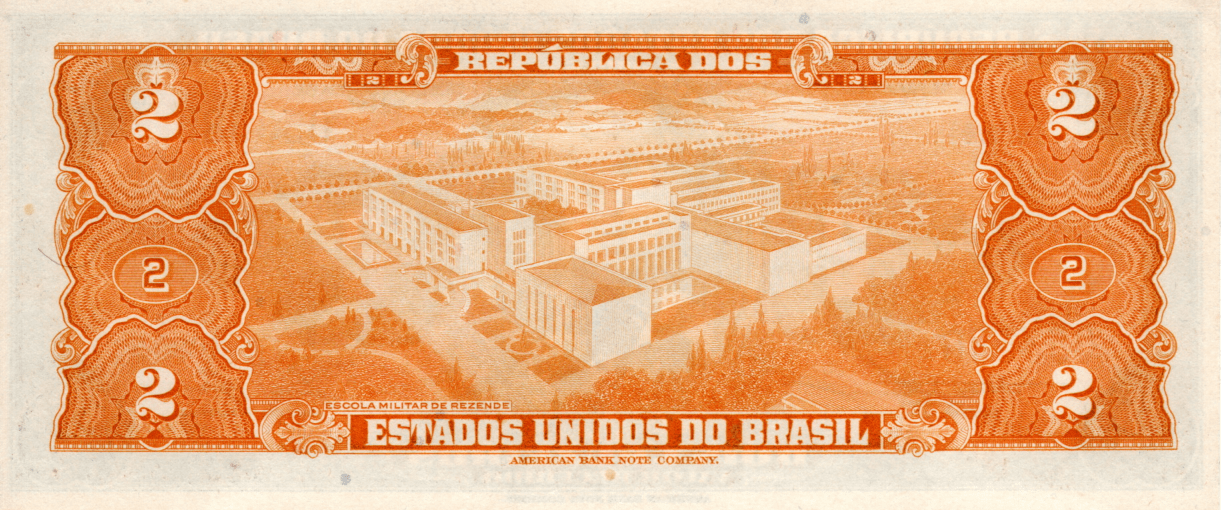
2 cruzeiro, hátoldal, hátoldal, katonatiszti iskola Rezendében.
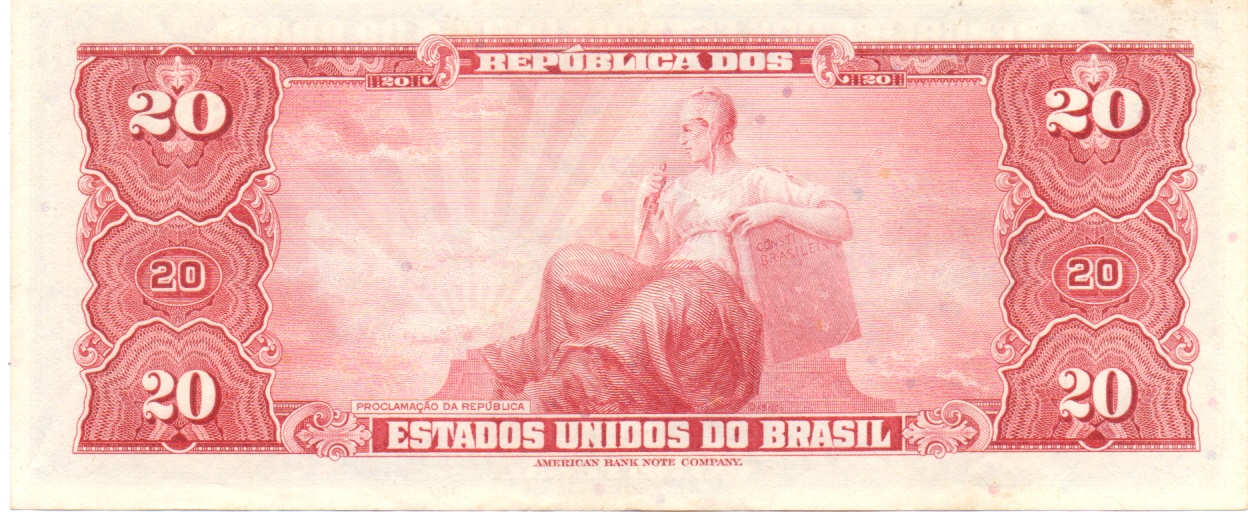
20 cruzeiro, hátoldal a brazil köztársaság kikiáltásának allegorikus nőalakjával.
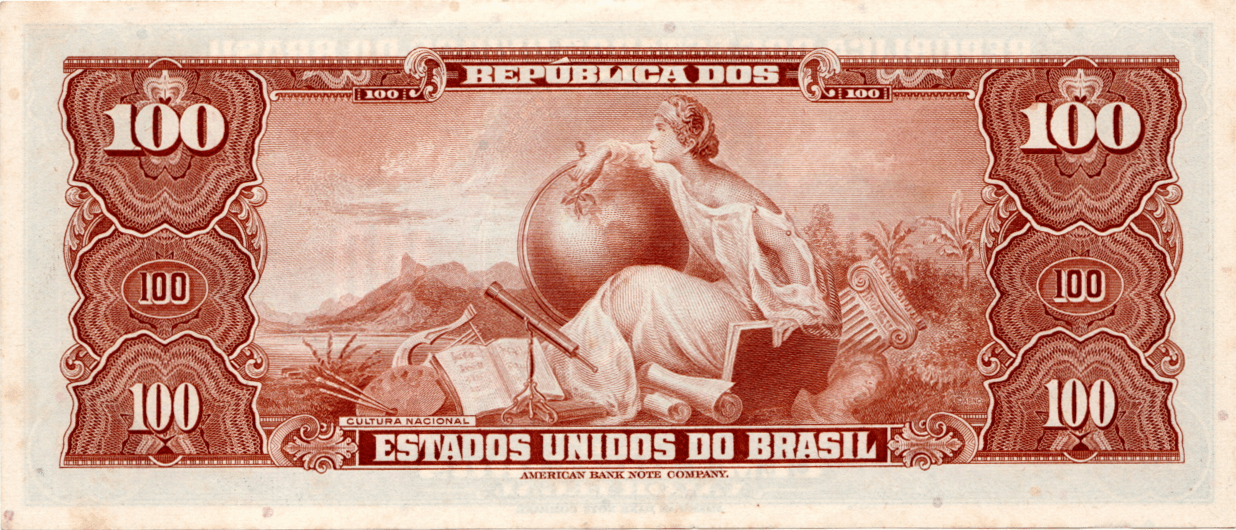
100 cruzeiro, hátoldal, a brazil nemzeti kultúrát jelképező nőalakkal.

##### Brit (TDLR) nyomtatású, különböző színű előoldalú sorozat
A brit Thomas de la Rue (TDLR) nyomtatta címletek (1949-1950, 1953-1959, 1962-1963, 1965-ös sorozatok) a 2 cruzeiro kivételével azonos alapszínű elő- és hátoldallal készültek, azonban minden címletnél eltérő alapszínt használtak. A brit nyomtatású papírpénzekből 1 cruzeiro-s nem készült.

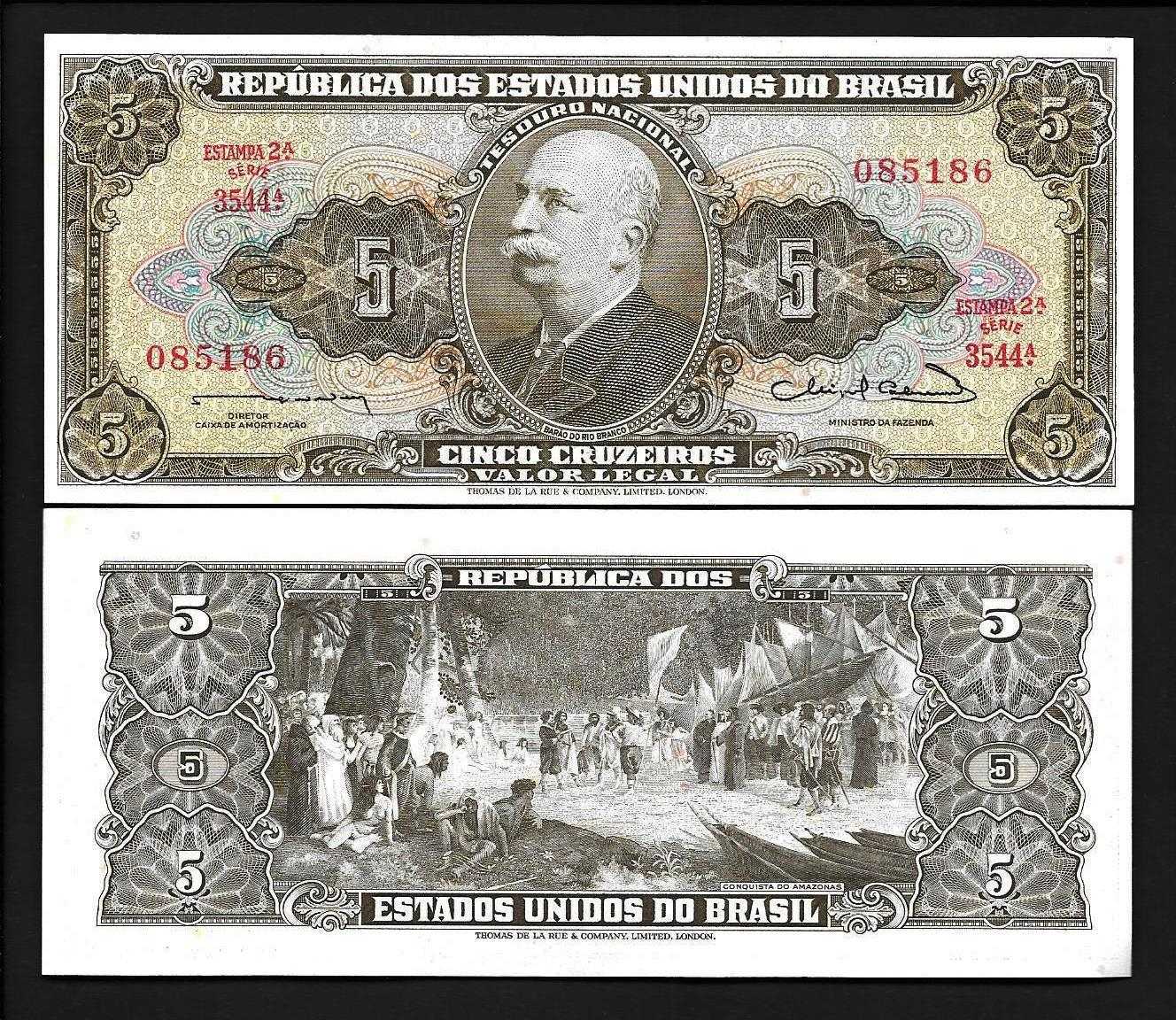
5 cruzeiro, előoldalán José Maria da Silva Paranhos Júnior (1845-1912), Río Branco bárójának portréja, hátoldalán Amazónia meghódításának allegóriája.
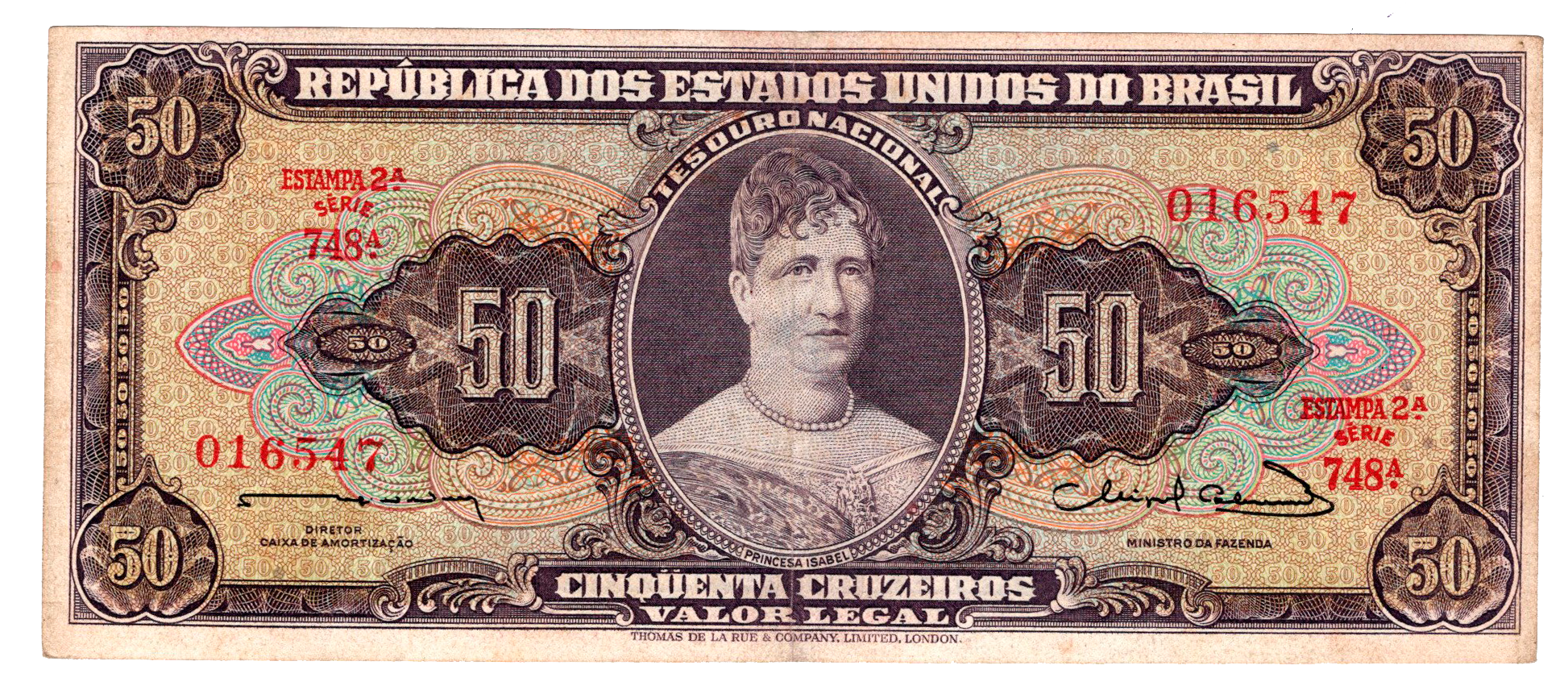
50 cruzeiro, előoldal, Izabella (1846-1921) brazil császári hercegnő portréjával.
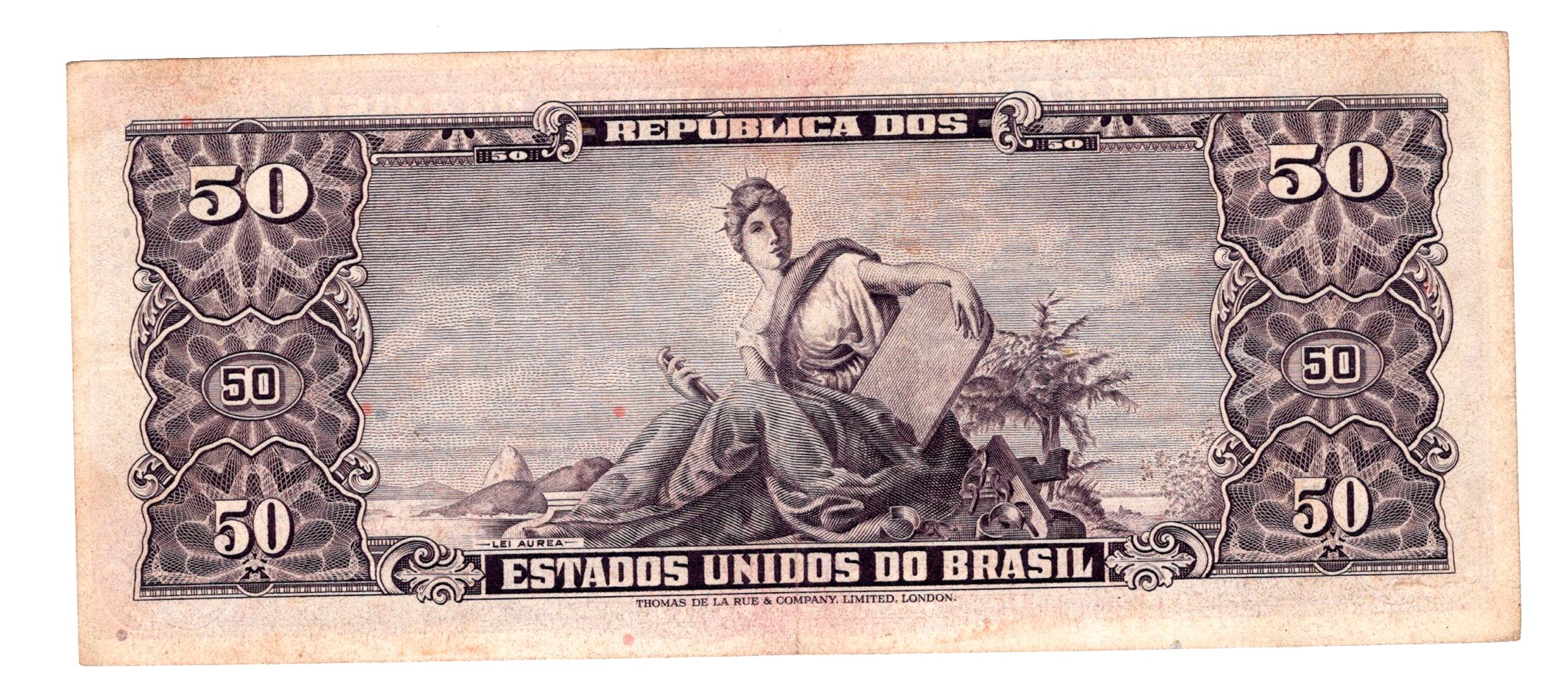
50 cruzeiro, hátoldal, a brazíliai rabszolgaságot eltörlő aranytörvényt (Lei Aurea) megszemélyesítő nőalak.

##### Brazil (Casa de Mneda) nyomtatású, 1961-es 5 cruzeiro szükségkibocsátás
1961-1962-ben az átmeneti készpénzhiány enyhítésére a brazil állami nyomdában (Casa da Moeda do Brasil) egy egyedi kivitelű, előoldalán indiánt ábrázoló 5 cruzeirós szükségcímlet készült, rendkívül gyenge nyomdatechnikai minőségben.

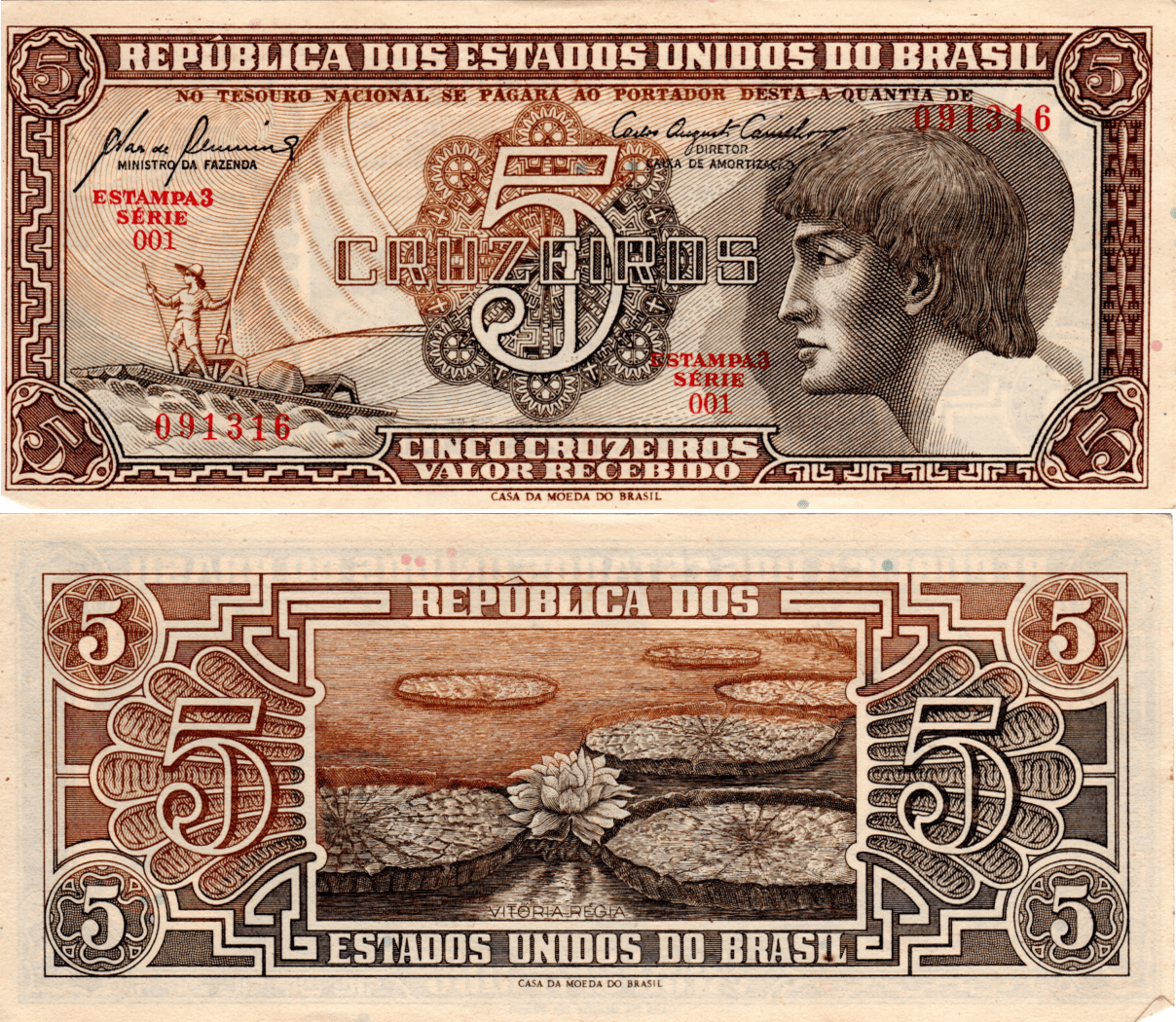
Az 1961-es szükségkibocsátás indiánt ábrázoló 5 cruzeiro címlete. Brazil nyomdatechnikájának minősége meg sem közelítette az amerikai és brit  nyomtatású cruzeiro pénzjegyekét.

##### 1966-os brazil valutareform
Az 1960-as években felpörgő brazíliai infláció következtében valutareform végrehajtásáról döntöttek, új valutát, a cruzeiro novot-t (új cruzeiro) vezettek be, 1 új cruzeire = 1000 régi cruzeiro-t ért. a régi cruzeiro bankjegyek egy részét (10, 50, 100, 500, 1000, 5000 és 10 000 cruzeiro címletek) felülbélyegezve új értékjelzéssel látták el.

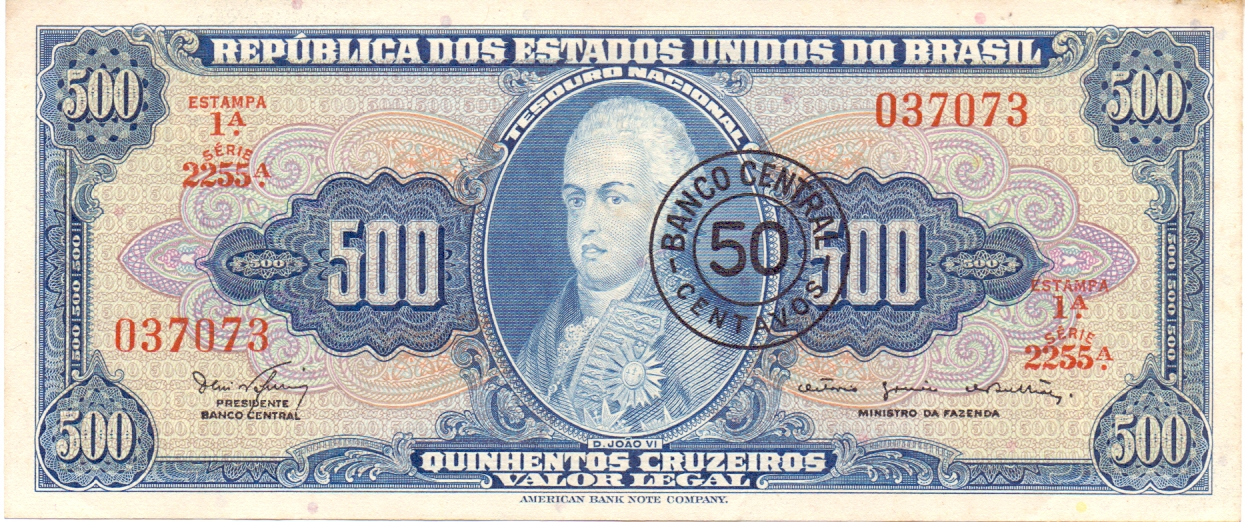
500 cruzeiro (ABNC által nyomtatott kék előoldalú változat) VI. János Portugália és Brazília Egyesült Királyságának királya portréjával, felülbélyegezve 50 centavo (1/2 cruzeiro novo) értékjelzéssel.

#### A papírpénzeken szereplő portugál és brazil történelmi személyiségek

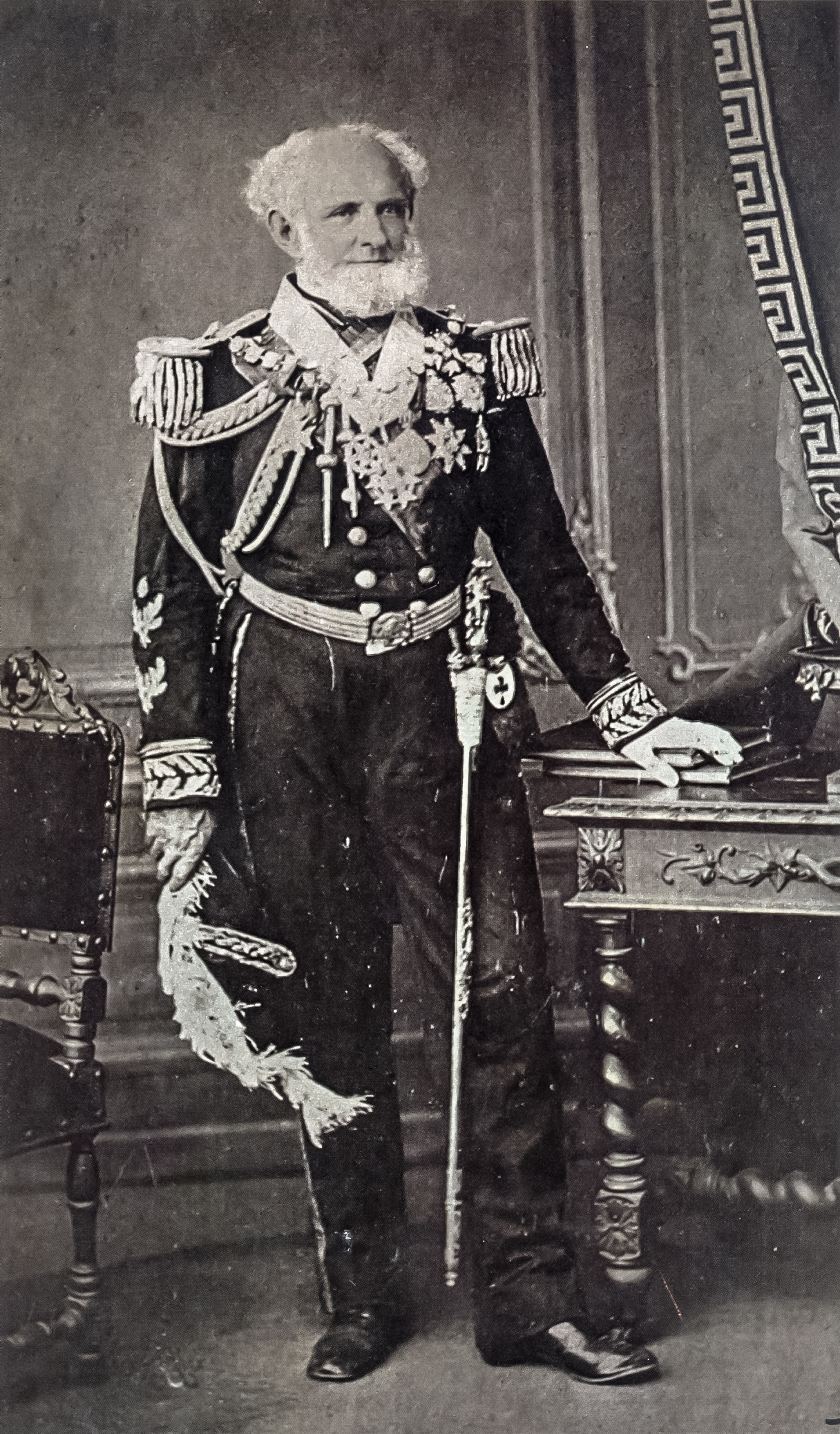
1 cruzeirós: Joaquim Marques Lisboa, Tamandaré márkija (1807-1897) brazil császári admirális.
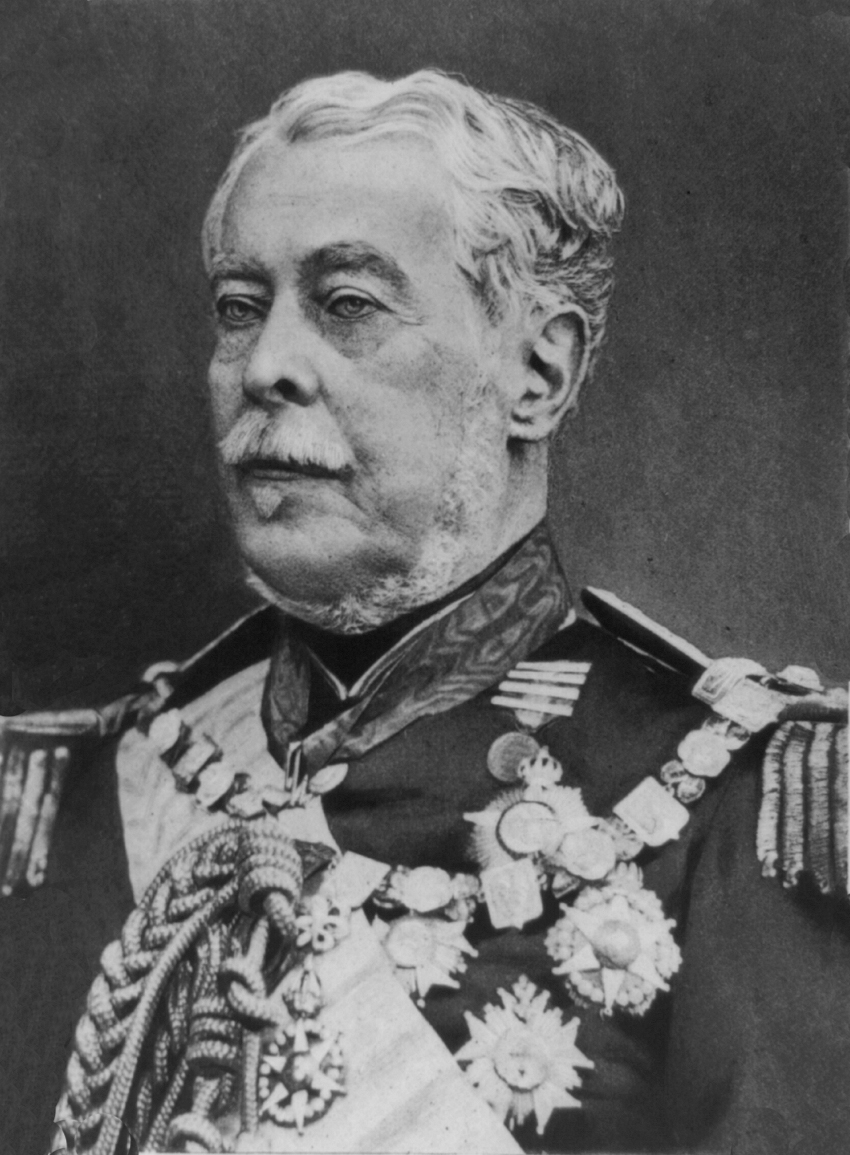
2 cruzeirós: Luís Alves de Lima e Silva, Caxias hercege (1803-1880) brazil császári tábornok.
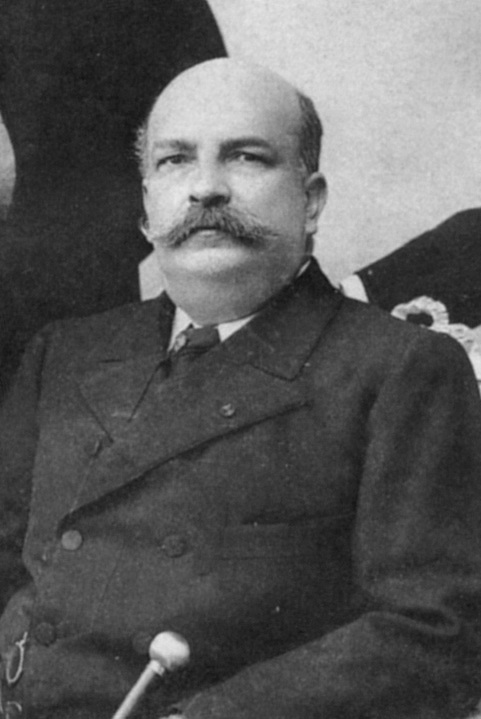
5 cruzeirós: José Maria da Silva Paranhos Jr., Rio Branco bárója (1845–1912), brazil monarchista államférfi, külügyminiszter.
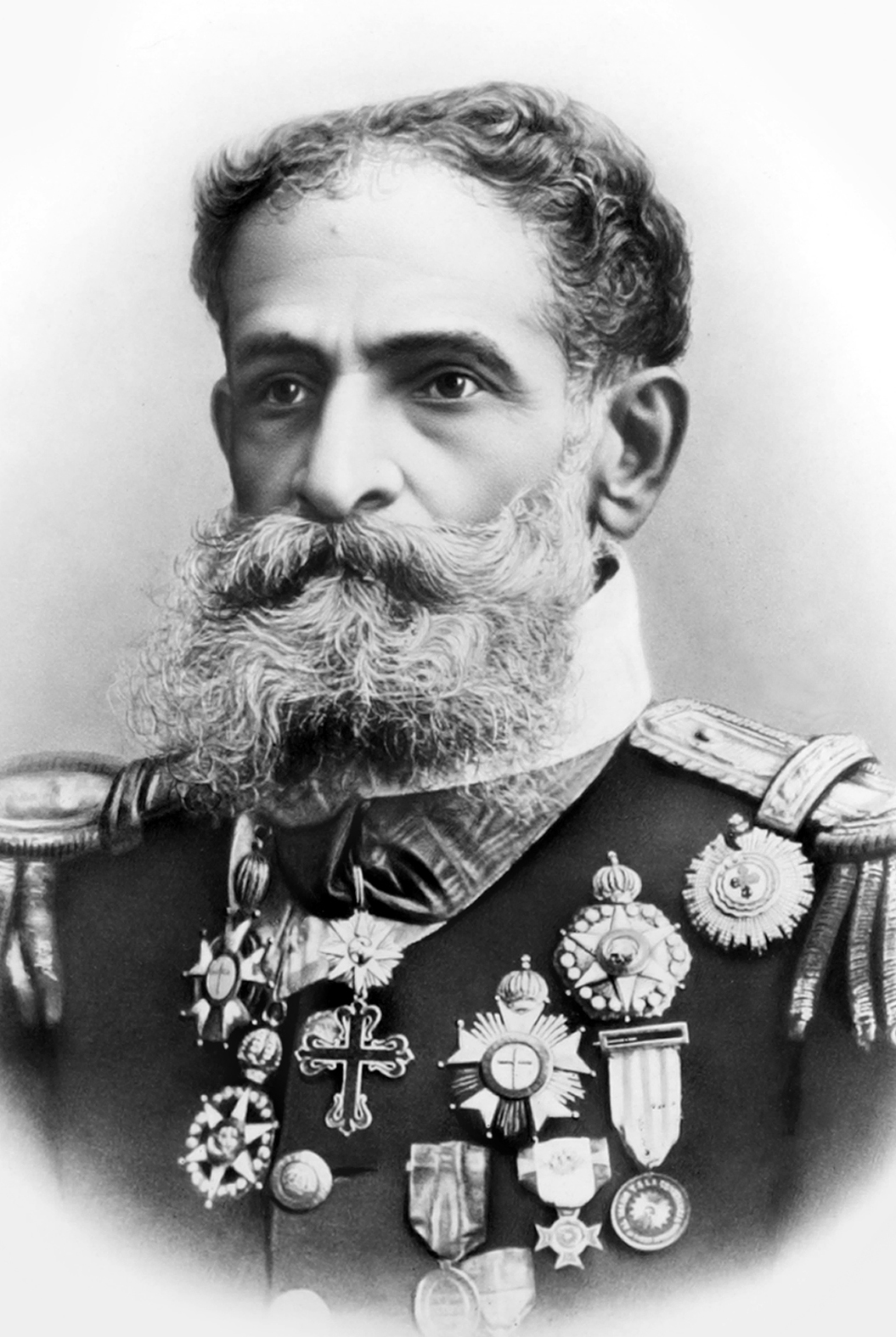
20 cruzeirós: Manuel Deodoro da Fonseca (1827-1891) marsall, Brazília első köztársasági elnöke (1889-1891).
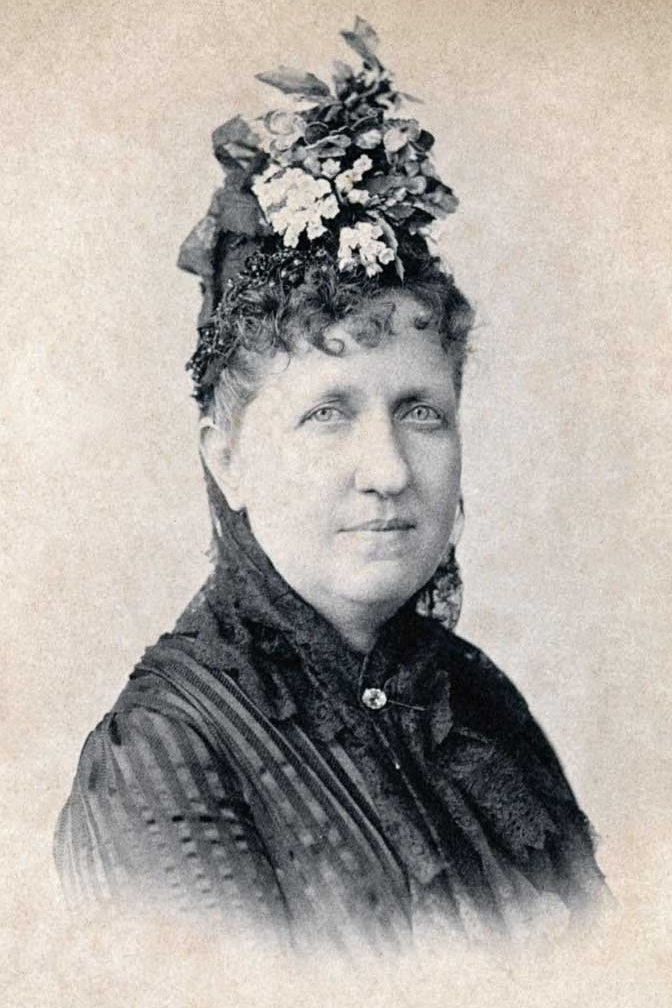
50 cruzeirós: Izabella brazil császári hercegnő (1846-1921), II. Péter császár lánya.
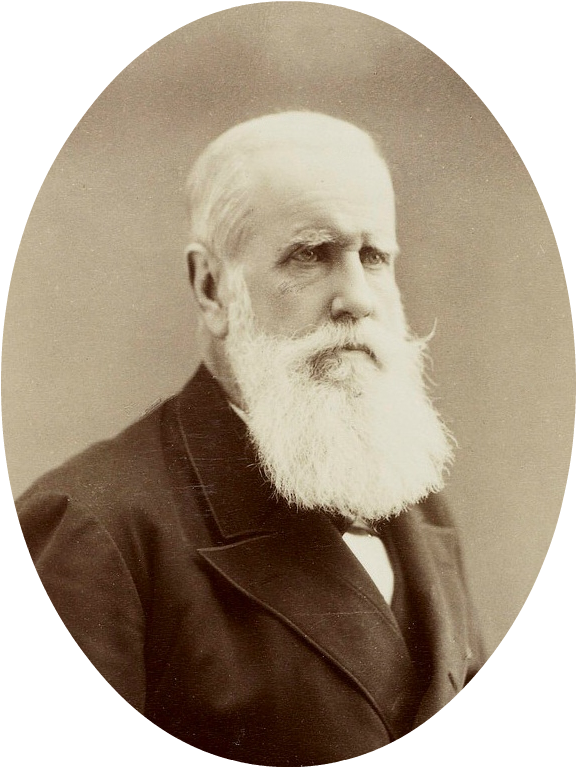
100 cruzeirós: II. Péter brazil császár (1831-1889).
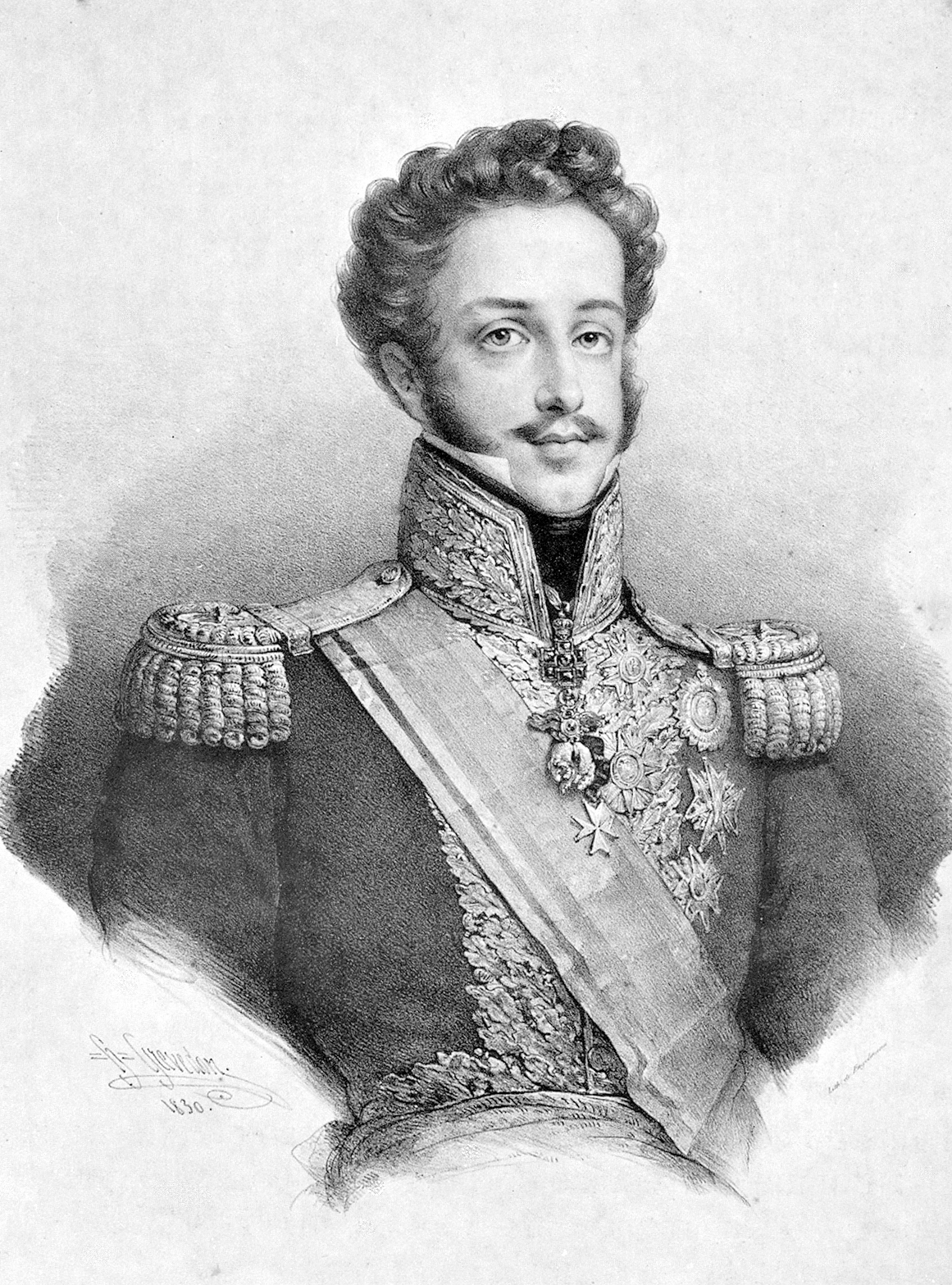
200 cruzeirós: I. Péter brazil császár (1822-1831) és IV. Péter néven portugál király (1826).
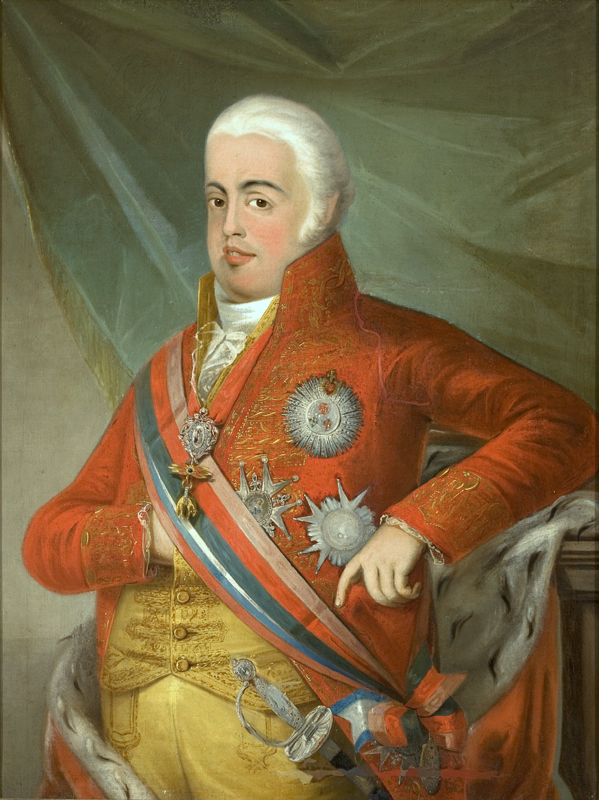
500 cruzeirós: VI. János Portugália (1816-1826) és Brazília királya (1816-1822).
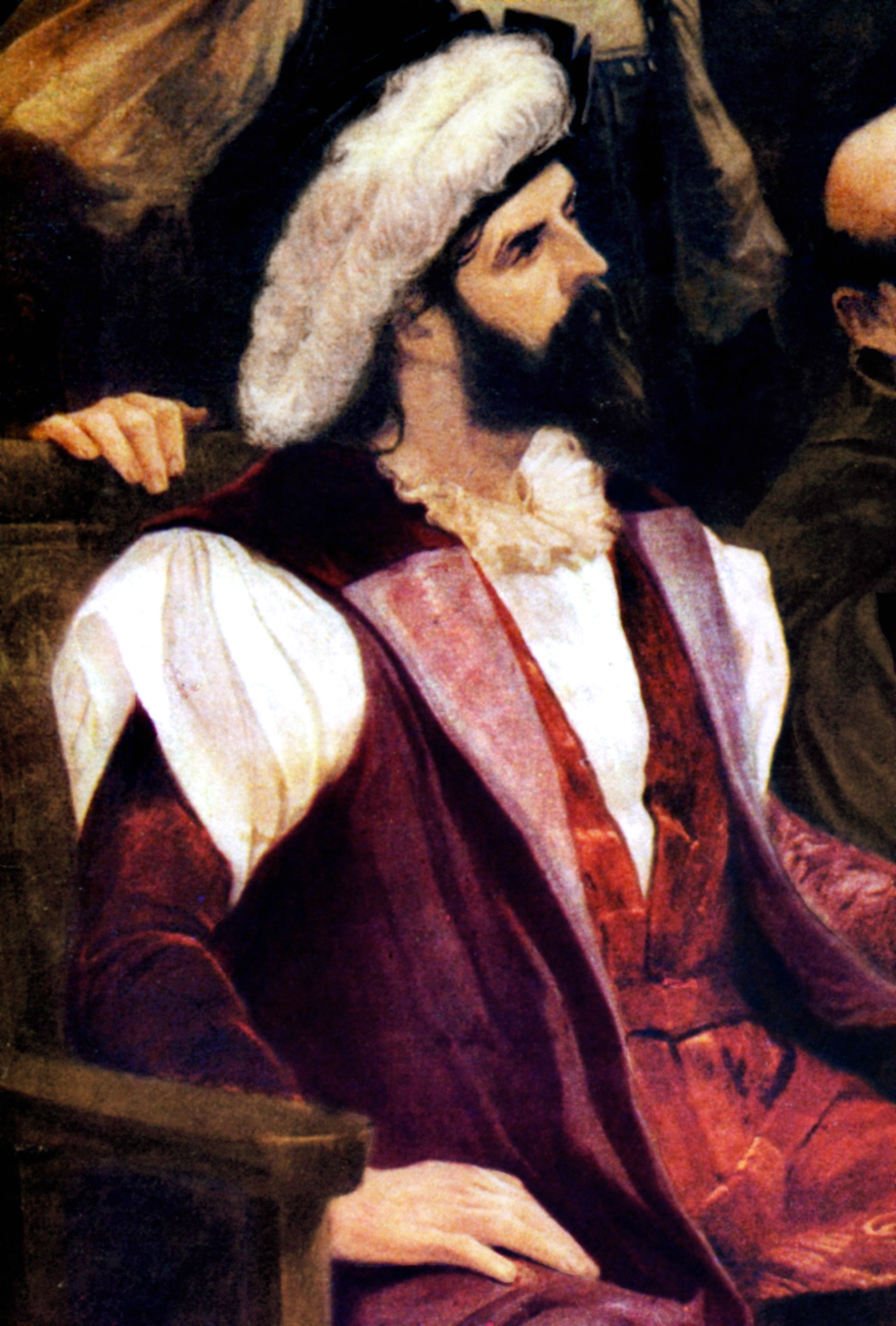
1000 cruzeirós: Pedro Alvares Cabral (1467-1526?) portugál felfedező.
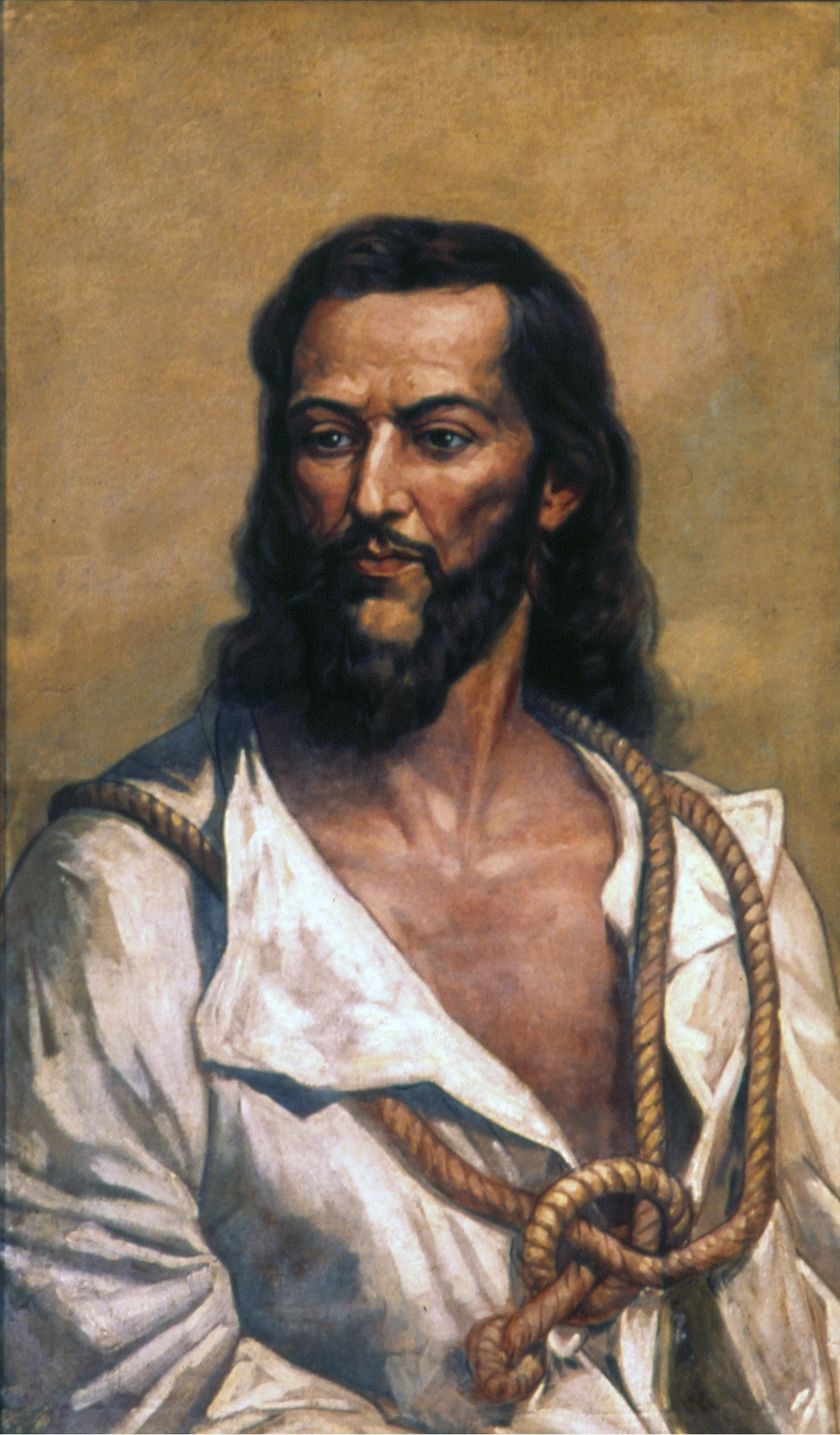
5000 cruzeirós: Joaquim José da Silva Xavier, Tiradentes (1746-1792) a portugál gyarmati hatóságok által kivégzett brazil forradalmár.
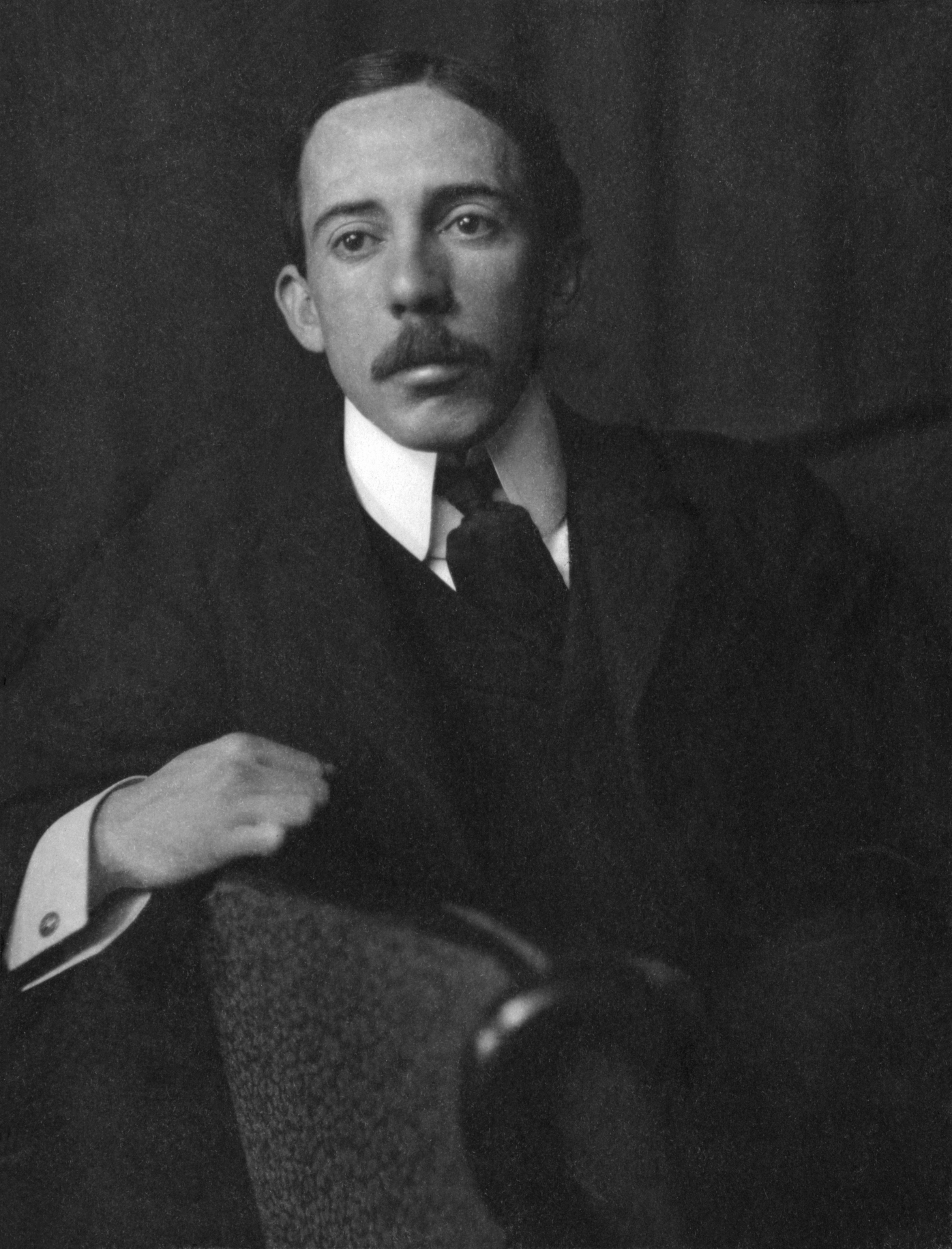
10 000 cruzeirós: Alberto Santos-Dumont (1873-1932) a repülés brazil úttörője.

## A második cruzeiro (Cruzeiro Novo1967–1986)
1966-ban a magas infláció megfékezésére a katonai kormány úgy döntött, hogy új cruzeirót vezet be. A régi bankjegyeket 1000:1 arányban felülbélyegezték. 1967-ben jelentek meg az új érmék (1, 2, 5, 10, 20, 50 centavo), melyek előlapjukon egységesen a köztársaságot jelképező női alakot ábrázolták (1979-ig verték őket). 1970-ben megjelent az 1 cruzeirós érme is. Az első új bankjegyek szintén csak 1970-ben jelentek meg (1, 5, 10, 50 cruzeiro), melyeket 1974-ben a 100 és 500 cruzeirós követett. Az 1980-as években ismét felgyorsult az infláció. 1979-ben új érmesorozat kibocsátását kezdték meg, sorra jelentek meg az egyre magasabb címletek (1, 5, 10 cruzeiro 1979–1980-ban, 20, 50 cruzeiro 1981-ben, 100, 200 és 500 cruzeiro 1985-ben). Új bankjegysorozat is megjelent 1981-ben (történelmi személyiségek képével), melynek érdekessége a szimmetrikussága volt. Ebben az évben adták ki az új 100, 200, 500, 1000 és 5000 cruzeiróst. A vágtató infláció következtében 1984-ben megjelent a 10 ezer és 50 ezer cruzeiro, majd 1985-ben a 100 ezer cruzeiro címletű bankjegy is. Az 1986-os pénzreform során a ezeket a bankjegyeket felülbélyegezték (1 cruzado egyenlő lett 1000 cruzeiróval).

## A harmadik cruzeiro (1990–1993)
A cruzado sem kerülte el az inflálódást így 1989-ben újra pénzreformra került sor, ekkor 1000:1 arányban új cruzado néven cserélték le a régit, majd 1990-ben a nevét cruzeiróra változtatták (a bankjegyeket – 50, 100, 200, 500 új cruzado – felülbélyegezték). 1990-ben kiadták az 1000 és 5000 cruzeiróst, 1992-ben a 10, 50 és 100 ezer cruzeiróst, majd 1993-ban az eddigi legmagasabb brazil címletet, az 500 000 cruzeiróst. 1990–1992 között 1, 5, 10 és 50 cruzeirós érmét bocsátottak ki, melyeket 1992-ben a l00, 500, 1000 és 5000-es címlet követett. 1993-ban újabb pénzreform következett, az új valuta (amely szintén átmenetinek bizonyult) a cruzeiro real 1000:1 arányban váltotta a cruzeirót.